# Simeón Toribio
Simeón Toribio y Gálvez (Bohol, Filipinas, 6 de septiembre de 1905-5 de junio de 1969) fue un atleta filipino, especialista en la prueba de salto de altura en la que llegó a ser medallista de bronce olímpico en 1932.

## Carrera deportiva
En los JJ. OO. de Los Ángeles 1932 ganó la medalla de bronce en el salto de altura, saltando por encima de 1.97 metros, quedando en el podio tras el canadiense Duncan McNaughton y el estadounidense Bob Van Osdel, ambos también con 1.97 metros pero en menos intentos.